# Maria Dimitriadi
Maria Dimitriadi (en griego: Μαρία Δημητριάδη) (Tavros, 11 de abril de 1950 – Atenas, 6 de enero de 2009) funa una cantante griega. Fue una de las más populares voces de las canciones compuestas por Mikis Theodorakis y Thanos Mikroutsikos. En un principio, Dimitiradi se identificó con canciones de los partidos de izquierda durante la Junta militar y la era Metapolitefsi, aunque también tocó otros estilos y géneros.

## Biografía
Maria Dimitriadi nació el 11 de abril de 1950 en el municipio de Tavros, que posteriormente se convirtió en miembro del consejo municipal. Era la hija mayor de la aclamada cantante Aphrodite Manou.
Su carrera está conectada con los más afamados compositores griegos como Stavros Xarhakos, con el que grabaría su single de debut "Ένα πρωινό", Mikis Theodorakis, Thanos Mikroutsikos, Kostas Grigoreas, Madra Mandicencio, Giannis Markopoulos o Manos Hadjidakis.
A principios de los 70, durante la dictadura militar griega, estuvo haciendo giras en Europa junto a Theodorakis. Continuó trabajando hasta principios de los 90. En 1974, Dimitriadi volvió a Grecia y, en los años siguientes, continuó trabajando casi exclusivamente con Mikroutsikos. En esos años, fue miembro del Movimiento Comunista Revolucionario de Grecia (EKKE) de la que fue elegida consejera para servir en Consejo Municipal de Tavros, un suburbio del sudoeste de Atenas.
En 1980, firmó con CBS Records y empezó su carrera en solitario. Desde 1991 a 1993, Dimitiradi vivió y trabajó en Yugoslavia y fue una firme opositora del embargo a este país.
Tuvo un hijo, Stergios, con el presentador de televisión Andreas Mikroutsikos. En los últimos años, estuvo retirada del espectáculo y se convirtió en simpatizante del Partido Comunista de Grecia (KKE).
El 6 de enero de 2009, Maria Dimitriadi murió en el Hospital General Evangelismos General Hospital de Atenas a los 58 años de una extraña enfermedad pulmonar.